# Unterplörnbach
Unterplörnbach ist ein Weiler in der oberbayerischen Gemeinde Haag an der Amper im Landkreis Freising.

## Geschichte

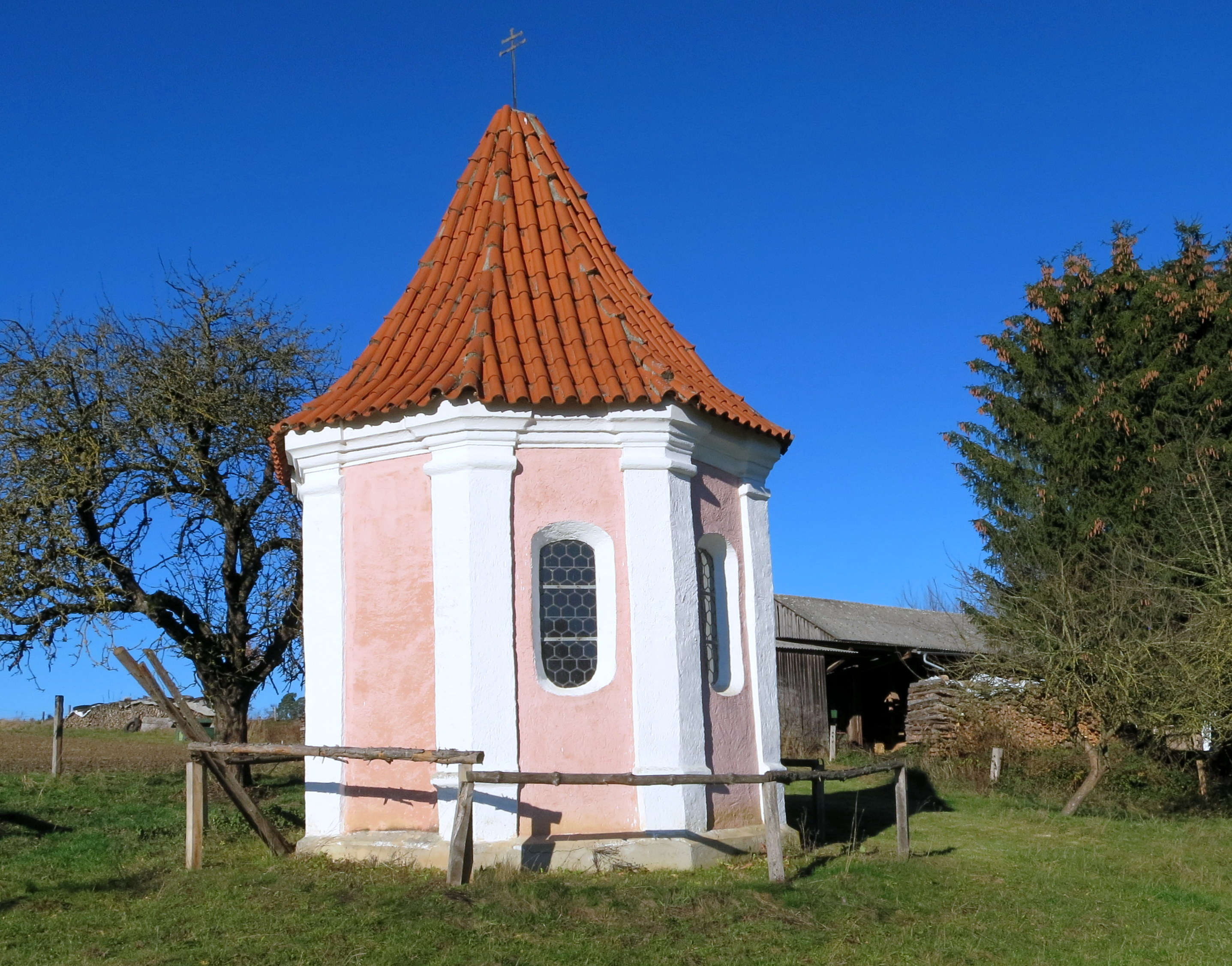
Hofkapelle in Unterplörnbach

Die Obmannschaft Plörnbach umfasste die Orte Untermarchenbach, Mittermarchenbach, Hausmehring, Unterplörnbach und Oberplörnbach. Im Zuge der Gemeindebildung nach dem Zweiten Gemeindeedikt wurde Plörnbach 1818 eine politisch selbständige Landgemeinde. Der Gemeinde Plörnbach angegliedert wurde aus der ehemaligen Herrschaft Isareck das Dorf Obermarchenbach mit den Einöden Holzhäusl, Wälschbuch und Wörlhof. 
Mit der Gemeindegebietsreform wurde die Gemeinde Plörnbach am 1. Januar 1976 aufgelöst und nach Haag an der Amper eingemeindet. Im Jahr 1984 änderte die Gemeinde Haag an der Amper die bis dahin bestehenden Ortsbezeichnungen Ober- und Unterplörnbach in die seitdem gültige Ortsbezeichnung Plörnbach.

## Sehenswürdigkeiten
- Hofkapelle Unterplörnbach, erbaut im 18. Jahrhundert